# Боб Ортон млађи
Роберт Кејт „Боб“ Ортон млађи (енгл. Robert Keith "Bob" Orton, Jr.; 10. новембар 1950) амерички је рвач, познатији по свом рвачком имену „Каубој“ Боб Ортон.
Син је Боба старијег, брат Берија О и отац Рендија Ортона. Најпознатији је по свом времену проведеном у WWF-у (сада WWE). Осим WWF-а Ортон се борио у још неким мање познатим промоцијама у САД и Јапану.

## Рана каријера
Ортон је тренирао са јапанским рвачем Хиром Матсудом. Након одустајања од факултета, у 23. години, Ортон је остварио свој први рвачки наступ у промоцији Championship Wrestling from Florida, под именом Young Mr Wrestling (у буквалном преводу — Млади г. рвање). Борио се у тег тиму са својим оцем Бобом старијим са којим је освојио тег тим титулу промоције. Ортон је био један од првих рвача који је користио Superplex, један од најкоришћенијих стандардних потеза у WWE-у данас.